# Michael Roes
Pour les articles homonymes, voir Roes.
Michael Roes est un écrivain et réalisateur allemand, né le 7 août 1960  à Rhede (Allemagne) qui a grandi à Bocholt (Westphalie).

## Biographie
À 18 ans il part pour Berlin où il poursuit ses études en philosophie, anthropologie et psychologie à l'Université libre de Berlin et obtient un diplôme en psychologie (1985) et un doctorat en philosophie (1991).
Encore étudiant, il travaille au théâtre et au cinéma avec les adolescents de son quartier à Berlin.
Il a également travaillé comme assistant du régisseur au théâtre Schaubühne de Berlin (1987-1989) et au Kammerspiele de Munich (1989).
Fellow à l'Institut des études avancée à Budapest (1994-1995).
Field research anthropologique en Israël-Palestine (1987-1991), au Yémen (1993-1994), aux États-Unis et au Mali (1999).
Professeur des universités de Berlin, Constance et Budapest.
Son premier long métrage, Someone Is Sleeping in my Pain, est une version contemporaine de la pièce de Shakespeare Macbeth, filmé à New York et au Yémen avec les guerriers tribaux (2000-2001).
Son film documentaire, City of Happiness, traite de la situation actuelle des jeunes Algériens (2003-2004).
Son long métrage Timimoun est un road movie algérien basé sur l'Orestie d'Eschyle (2004-2005).
Il est professeur invité au Central European University de Budapest (2004-2006).
Le sujet principal du travail poétique et académique de Roes est le rôle de l'« étranger » dans nos sociétés. Sa vision européenne sur le monde arabe est un de ses propos centraux dans ses travaux majeurs et dans ses films récents. Son immense talent de poète, romancier, écrivain de théâtre, essayiste et réalisateur de film et son intérêt pour les outsiders l'a mené sur les traces de Jean Cocteau, Pier Paolo Pasolini ou Bruce Chatwin.

## Publications
- Jizchak, essai, Berlin, 1992, 2005
- Cham, pièce de théâtre, Berlin, 1993
- Lleu Llaw Gyffes, roman, Berlin, 1994
- Rub Al-Khali, roman, Francfort, 1996
- Madschun Al-Malik, pièce de théâtre, Francfort, 1997
- Durus Arabij, poèmes, Francfort, 1998
- Der Coup der Berdache, roman, Berlin, 1999
- Haut des Südens, roman, Berlin, 2000
- David Kanchelli, roman, Berlin, 2001
- Kain. Elegies, poèmes, Berlin, 2004
- Nah Inverness, roman, Berlin, 2004
- Weg nach Timimoun, roman, Berlin, 2006
- Krieg und Tanz, essai, Berlin, 2007
- Ich weiss nicht mehr die Nacht, roman, Berlin 2008
- Die fünf Farben Schwarz, roman, Berlin 2009
- Geschichte der Freundschaft, roman, Berlin 2010
- Engel und Avatar, essai avec Hinderk Emrich, Berlin 2011
- Die Laute, roman, Berlin, 2012
- Der eifersüchtige Gott, essai avec Rachid Boutayeb, Aschaffenburg 2013
- Die Legende von der Weißen Schlange, roman, Berlin 2014
- Einige widersprüchliche Anmerkungen zur Vergeblichkeit der Liebe: Ein Gespräch. Essai avec Hinderk Emrich, Aschaffenburg 2015
- Zeithain, roman, Frankfurt a.M. 2017
- Herida Duro, roman, Frankfurt a.M. 2019
- Melancholie des Reisens, essais, Frankfurt a.M. 2020
- Der Traum vom Fremden, roman, Berlin 2021
- Lesebuch Michael Roes. anthologie, Bielefeld 2022
- Spunk, roman, Berlin 2023

## Premières
- Aufriss, Theater der Stadt Koblenz, 1992
- Cham, Schauspielhaus Köln, 1993
- Madschnun Al-Malik, Schauspielhaus Düsseldorf, 1998
- Durus Arabij, Berliner Festwochen, 1998
- Kain. Elegie, Hebbel Theater, Internationales Poesie Festival Berlin, 2004
- Der Coup der Berdache, Palast der Republik, Berlin, 2004

## Features
- Ein kurzer Sommer in Tichy, journal de voyage dans la Kabylie rebelle. Radiofeature, SWR Baden-Baden, WDR Köln, 2003
- Der Internetharem, Radiofeature, WDR Köln, 2005
- Weg nach Timimoun, Radiofeature, SWR, Baden-Baden, 2007

## Films
- 1996 : Abdallah and Adrian, documentaire, Yémen
- 2000 : Someone is Sleeping in my Pain, Yémen, USA
- 2003-2004 : City of Happiness, documentaire, Algérie
- 2004 : Phaidra Remade, essai filmographique, Budapest, 2004
- 2004-2005 : Timimoun, Algérie, 2004-2005
- 2006 : Elevation, Hongrie, 2006
- 2007-2012 : Breakdance in China, documentaire Chine, 2007/2012
- 2016 : Bardo, Tunisie, 2016

## Reconnaissances et prix
- 1991/2007/2008 : Récompense du Deutscher Literaturfonds
- 1993 : Prix Else Lasker Schüler
- 1994-1995 : Fellowship à l'Institut d'Études avancées de Budapest
- 1995/2000/2005: Récompense de la Fondation Preussische Seehandlung
- 1997 : Prix de littérature de la Cité de Brême
- 1998 : Membre élu de la P.E.N.
- 2004 : Récompense de la Niederländisch-Deutsche Kulturstiftung
- 2006 : Prix de poésie Alice Salomon, Berlin
- 2011 : Récompense de Stiftung für deutsch-polnische Zusammenarbeit, Villa Decius, Krakau
- 2012 : Poet in Residence de la DAAD dans Kaboul, Afghanistan
- 2012 / 2013 Fellowship à International Reseach Center „Interweaving Performance Cultures“ de Freie Universität Berlin
- 2012 : Nomination pour le Deutscher Buchpreis 2012
- 2013 : prix littéraire Spycher Leuk, Suisse 2013
- 2018 / 2019 : 37. Poetikdozentur der Universität Paderborn[1]
- 2020 : Margarete-Schrader-Preis für Literatur[2]
- 2020 : Annette-von-Droste-Hülshoff-Preis[3]
- 2021 : Poet in Residence à l'université Duisburg-Essen[4]
- 2022 : Alfred-Döblin-Stipendium der Akademie der Künste zu Berlin[5]
- 2024 / 2025: Bourse annuelle du Fonds littéraire allemand (Deutscher Literaturfonds)[6]